# Radinkendorf Ausbau
Radinkendorf Ausbau ist ein Wohnplatz der Stadt Beeskow im Landkreis Oder-Spree in Brandenburg.

## Geografische Lage
Der Wohnplatz liegt im Norden der Gemarkung und dort nördlich des Beeskower Ortsteils Radinkendorf. Östlich liegt der Wohnplatz Försterei Schwarzheide der Gemeinde Ragow-Merz, westlich der Wohnplatz Schröders Hof der Gemeinde Rietz-Neuendorf. Der überwiegende Teil der Gemarkung ist bewaldet und wird durch den Hammerstallgraben in die Spree entwässert, die östlich von Süden kommend in nördlicher Richtung vorbeifließt.

## Geschichte
Die Siedlung entstand nach 1844 zusammen mit anderen Abbauten wie Clärshof und Schiffsruh als Richters Etablissement und wurde 1931 als Wohnplatz der Landgemeinde Radinkendorf geführt. Diese ehemals selbstständige Gemeinde wurde mit dem Wohnplatz Radinkendorf Ausbau zum 6. Dezember 1993 in die Stadt Beeskow eingemeindet.